# Шмуклер, Роза
Роза Шмуклер (род. 29 апреля 1986, Ленинград) — российский театральный деятель, актриса театра и кино. Лауреат театральной премии «Хрустальная Турандот 2009», лауреат театральной премии газеты «Московский комсомолец» (2021), номинант на национальную театральную премию «Золотая маска 2022».

## Биография
Роза шмуклер родилась в 1986 году в Ленинграде.
После завершения обучения в школе поступила в Российский государственный институт сценических искусств. Обучалась на курсе Владимира Поглазова. В 2007 году успешно окончила ВУЗ.
В июне 2007 года поступила на службу в стажёрскую группу актёров Мастерской Петра Фоменко. В 2010 году зачислена в труппу театра Мастерская Петра Фоменко.
В 2009 году удостоена театральной премии «Хрустальная Турандот» в номинации «Лучший дебютант», за роли в спектакле «Улисс».
В 2021 году стала лауреатом театральной премии газеты «Московский комсомолец». Победила в номинации «Лучшая женская роль второго плана» (категория начинающие) — за роль Розалии в спектакле «Моцарт „Дон Жуан“. Генеральная репетиция».
В 2022 году была номинирована на национальную театральную премию «Золотая маска 2022» в номинации «Драма / Женская роль второго плана» за роль Розалии в спектакле «Моцарт „Дон Жуан“. Генеральная репетиция».

## Личная жизнь
Замужем. Супруг — актёр Мастерской Петра Фоменко Дмитрий Рудков. В браке родились двое сыновей Даниил и Михаил.

## Репертуар и театральные роли
Мастерская Петра Фоменко:
- «Алиса в Зазеркалье» — Алиса;
- «Последние свидания» — Гаша;
- «Завещание Чарльза Адамса, или Дом семи повешенных» — Клара;
- «Сказка Арденнского леса» — Селия, его дочь;
- «Улисс» — Марта, Дилли Дедал, Крошка, Герти Макдауэлл, Зоя;
- «Дар» — Александра Яковлевна Чернышевская;
- «Безумная из Шайо» — Ирма, судомойка;
- «Египетская марка» — Анджолина Бозио, певица итальянской школы;
- «Мамаша Кураж» — Иветта Потье, «Ребёнок», Крестьянка;
- «Капитан Фракасс» — Чикита;
- «Души» — Коробочка;
- «Моцарт Дон Жуан. Генеральная репетиция» — Розалия, уборщица;
- «Рыжий» — Ангел, Его жена;
- «Королевство кривых» — Мышка;
- «Комедия о трагедии» — Рузя, Мальчик, Ксения;
- «Ковчег» — Овцы, Муха, Свинья, Дафна.

## Работы в кино
- 2009 — «Я» (эпизод);
- 2013 — «Кукушечка» (продавщица);
- 2014 — «Ёлки 1914» (Глаша, служанка);
- 2019 — «Филатов» (Юля, врач УЗИ);
- 2019 — «Француз» (эпизод);
- 2020 — «Исчезающие истории» короткометражный фильм;
- 2021 — «Ваша честь» (Катя, помощница);
- 2023 — «За нас с вами» (женщина в берете в Лефортово);

### Озвучивание
- 2011 — «Сказка про ёлочку»;
- 2016 — «Опасное путешествие»;

## Награды
- 2009 — лауреат национальной театральной премии «Хрустальная Турандот 2013»;
- 2021 — лауреат театральной премии газеты «Московский комсомолец» (2021);
- 2022 — номинант национальной театральной премии «Золотая маска 2022».